# اعتماد على الكحول
متلازمة الاعتماد أو الإدمان على المسكرات (أو الكحول) هو تشخيص نفسي سابق لشخص يشكو من اعتماد جسدي ونفسي على شرب الكحول. أعيد تصنيفه عام 2013 إلى اضطراب تعاطي الكحول إلى جنب معاقرة الكحول في الطبعة الخامسة من الدليل التشخيصي والإحصائي للاضطرابات النفسية (DSM-5).

### اختبارات
- اختبارات تعريف اضطرابات استهلاك الحكول
- استبانة كيج
- اختبار كشف كراففت
- اختبار بادنغتون للكحول
- استبانة شدة إدمان الكحول